# Гра Джеральда (фільм)
«Гра Джеральда» (англ. Gerald's Game) — американський фільм жахів 2017 року режисера Майка Фленегана, знятий за однойменним романом Стівена Кінга «Гра Джеральда».

## Сюжет
Джеральд і Джессі Берлінгейм — доросла сімейна пара, попри те, що Джессі років на 10 молодша за чоловіка. Вони вирушають у невелику мандрівку, щоб провести кілька днів у затишному будиночку на озері, намагаючись врятувати свій шлюб і урізноманітнити своє сексуальне життя. Джеральд пропонує надягти наручники на Джессі, і вона погоджується. Поки він п'є таблетку Віагри, Джессі встигає, вийшовши з дому, погодувати бродячого собаку шматочком смачного м'яса і, повертаючись до будинку, погано замикає вхідні двері, залишаючи їх прочиненими.
Джессі одягає нову сексуальну нічну сорочку, знімає з неї бирку і кладе її на полицю над ліжком. Джеральд вживає другу таблетку Віагри й ставить свою склянку з водою на ту ж полицю. Він приковує Джессі наручниками до стійок по різні боки ліжка і починає забавлятися з нею, роблячи всілякі жорсткі речі, які йому подобаються, а вона повинна кричати про допомогу. Спочатку Джессі підігрує, але незабаром їй стає неприємно брати участь у його жорстокій фантазії, тож вона каже Джеральду припинити й звільнити її, на що він відповідає: «А що, якщо я не буду?» Вона відбивається від нього, і перезбуджений Джеральд зазнає серцевого нападу і вмирає. Його тіло падає з ліжка, і Джессі залишається прикутою до ліжка в наручниках. У паніці вона починає кричати, волаючи про допомогу, але ніхто не чує її.
Через кілька годин після сходу сонця крики Джессі слабшають, вона перевтомлена. Собака, яку вона годувала раніше, забігає в кімнату й обнюхує тіло Джеральда. Джессі намагається відлякати її, але та відкушує частину руки Джеральда і пожирає її перед дверима в кімнату, в місці, де Джессі може це бачити. Збожеволівши від страху, Джессі починає плакати, але через кілька секунд Джеральд встає через біль від укусу. Однак Джессі зауважує, що його мертве тіло все ще лежить на підлозі й розуміє, що живий Джеральд — це галюцинація її втомленого мозку. Він знущається з Джессі, згадуючи елементи їхнього не найщасливішого шлюбу, в якому вона боялася помічати його збочені нахили. Джессі знову намагається вирватися і дивом звільняється від наручників. Вона знущається з несправжнього Джеральда, потім обертається назад і каже, що втекти легко. Тим часом справжня Джессі все ще прикута до ліжка. Обидві галюцинації розмовляють з нею і змушують Джессі згадати про склянку води над ліжком. Вона може дотягнутися до склянки, але не може випити з неї. Галюцинації нагадують Джессі про бирку, яку вона поклала на полицю, яку вона згортає в соломинку, щоб пити зі склянки.
Джессі засинає, прокидається в темряві й зауважує високу постать у кімнаті. Це дивно деформована людина, яка йде до неї й показує їй коробку з різними кістками та дрібничками. Вона заплющує очі й каже: «Ти не справжній». Потім з'являється Джеральд і каже, що ця фігура — «Смерть», яка очікує її. Джеральд починає називати Джессі «Мишка», що їй неприємно. Вона згадує, що коли їй було 12 років, вона була в будинку біля озера з сім'єю, щоб подивитися повне сонячне затемнення. Джессі сиділа одна наодинці з батьком, Томом, який називав її «Мишка». Коли вона сиділа у нього на колінах, щоб подивитися затемнення, він сексуально домагався її.
На наступний ранок Джессі прокидається, відчуваючи біль від того, як їй довелося спати. Несправжній Джеральд розмовляє з Джессі про людину, яку вона бачила (місячний чоловік), і показує кривавий слід від ніг цієї людини на підлозі спальні. За наполяганням галюцинації Джессі згадує, що сталося в її дитинстві після затемнення. Том прийшов в її кімнату, сказавши, що йому «соромно». Він умовив Джессі, і та погодилася нікому не розповідати про те, що сталося.
Джессі згадує, що коли її мати запитала про затемнення, вона міцно стиснула кисть та роздавила склянку, що підштовхує її до дій. Джессі розбиває склянку і ріже склом своє зап'ястя, щоб зняти шкіру, звільнивши її праву руку від наручників. Вона знімає наручники з іншої руки. У ванній вона п'є воду і сама перев'язує рану, але втрачає свідомість через крововтрату.
Коли вона прокидається, «місячний чоловік» стоїть в кінці залу. Джессі дає йому обручку для його коробки дрібничок. Вона виходить на вулицю до своєї машини і їде, але знову бачить галюцинацію свого чоловіка на задньому сидінні. Вона розбиває машину, але люди, що живуть поблизу, знаходять і рятують її.
Пройшло шість місяців. Джессі жива. Її праву руку тричі прооперували, а проте вона все одно пише лист ніби собі, але 12-річній. Вона прикидається, що нічого не пам'ятає з того, що було в будиночку. Страхова компанія Джеральда виплатила страховку за його смерть. Джессі також допомагає історіями жінкам, які піддалися сексуальному насильству. Ночами «місячний чоловік» все ще з'являється перед нею, коли вона засинає. Її обручку не було знайдено в будинку, але вона дізнається, побачивши статтю в газеті, що «місячний чоловік» — це справжня людина з деформованими рисами обличчя, Реймонд Ендрю Жубер. У нього акромегалія, що викликає деформації у зовнішності, а також він розшукуваний серійний вбивця, який розкопував могили й крав у мертвих. Також він іноді їсть їхні обличчя, але робить це тільки з чоловіками, що пояснює, чому він не нашкодив Джессі, а також, чому тіло Джеральда було знівечено.
Реймонда ловить поліція. Джессі приходить в суд в день винесення вироку і робить так, щоб він звернув на неї увагу. Побачивши Джессі, він повторює те, що вона сказала йому в ту ніч в будинку: «Ти не справжній» і «Ти зроблений тільки з місячного світла», і імітує положення, в якому вона була прикута. Джессі підходить до нього і каже: «Ти менший, ніж я пам'ятаю». Потім вона виходить із зали суду і йде на вулицю, і на ній мерехтить сонячне світло.

## У ролях
- Карла Гуджино — Джессі Берлінгейм
- Брюс Грінвуд — Джеральд Берлінгейм
- Генрі Томас — батько Джессі
- Кейт Сігел — мати Джессі
- Карел Стрейкен — місячний чоловік / Реймонд Ендрю Жубер
- К'яра Аурелія — Джессі (в 12 років)
- Стю Куксон — захисник
- Том Глінн — в'язень
- Кімберлі Баттіста — прокурор
- Наталі Роерс — репортер
- Джон Артур — поліцейський
- Гвендолін Муламба — суддя Макгарнагл
- Джон Келач — офіцер поліції